# I Liceum Ogólnokształcące im. Stefanii Sempołowskiej w Tarnowskich Górach
I Liceum ogólnokształcące im. Stefanii Sempołowskiej w Tarnowskich Górach – publiczna szkoła ponadpodstawowa w Tarnowskich Górach

## Kalendarium
- 1860 r. – zostaje powołana Wyższa Szkoła Symultanna dla dziewcząt bez pensjonatu będąca zalążkiem I Liceum Ogólnokształcącego.
- 1902 r. – w szkole pobiera naukę 200 uczennic (tj. 8 klas)
- 1908 r. – władze Rejencji Opolskiej zmieniają nazwę na Miejską Szkołę Żeńską
- 1923 r. – Wyższa Szkoła Żeńska im. Szymona Konarskiego kształci uczennice z miasta, powiatu tarnogórskiego, także z Raciborza i Opola w trzech różnych budynkach
- 1924/1925 r. – szkoła otrzymuje gmach przy ulicy Lublinieckiej (dziś: Opolska 28)
- 1927 r. – szkolne władze oświatowe zmieniają nazwę szkole na Państwowe Gimnazjum Żeńskie im. Jana III Sobieskiego
- W czasie wojny mieściła się tu Wyższa Szkoła Koedukacyjna – niemiecka, potem – szpital polowy
- 1945 r. – w lutym, po zakończeniu działań wojennych, w ciągu kilku dni zgłosiło się kilkaset uczennic do szkoły, która miała status liceum.
- 1960 r. – liceum ogólnokształcące żeńskie przyjmuje imię Stefanii Sempołowskiej
- 1963 r. – Liceum Ogólnokształcące im. Stefanii Sempołowskiej staje się szkołą koedukacyjną
- 1993 r. – I Liceum Ogólnokształcące im. Stefanii Sempołowskiej obchodzi jubileusz 70-lecia istnienia szkoły.
- 2023 r. - I Liceum Ogólnokształcące im. Stefanii Sempołowskiej obchodzi jubileusz 100-lecia istnienia szkoły.

## Poczet dyrektorów
- 1923-1924 - Stanisława Ćwierdzińska
- 1924–1930 - Stanisław Bieżanowski
- 1930–1931 - Jan Trzos
- 1932 - Jan Roj
- 1933–1939 - Julia Zembatowa
- 1945–1946 - Stanisław Książek (polonista)
- 1946–1962 - Jan Dróżdż (historyk)
- 1963–1970 - Roman Smołka
- 1970–1985 - Zbigniew Chrzanowski (fizyk)
- 1974-1985 - Anna Pawelak (dyrektor; chemik)
- 1985–1989 - Janusz Króliczewski (biolog)
- 1989–1995 - Stanisław Beśka (historyk)
- 1995–1998 - Andrzej Sznajder (historyk)
- 1989–2004 - Elżbieta Płaczek (dyrektor; rusycystka)
- 1999–2004 - Andrzej Tyczka
- 2004–2024 - Barbara Gierak-Pawlak
- od 2024 - Tomasz Tomaszewski

## Organizacje działające przy liceum
- Samorząd Szkolny
- Polski Czerwony Krzyż
- Szkolne Koło Ligi Ochrony Przyrody
- Szkolny Klub Europejski

## Koła zainteresowań
- Koło Teatralno-Wokalne
- Koło Filmoznawcze
- Koło Informatyczne
- Siatkówka

## Czasopismo wydawane w liceum
- Desiderata
- Rabarbar

## Znani absolwenci
- Maria Pańczyk-Pozdziej – dziennikarka, senator
- Eryk Lubos – aktor
- Sylwia Gliwa – aktorka
- Barbara Dziuk – poseł na Sejm RP
- Marzena Szewczuk-Stępień – naukowiec, dziekan Wydziału Ekonomii i Zarządzania Politechniki Opolskiej